# أكواريوم أنطاليا

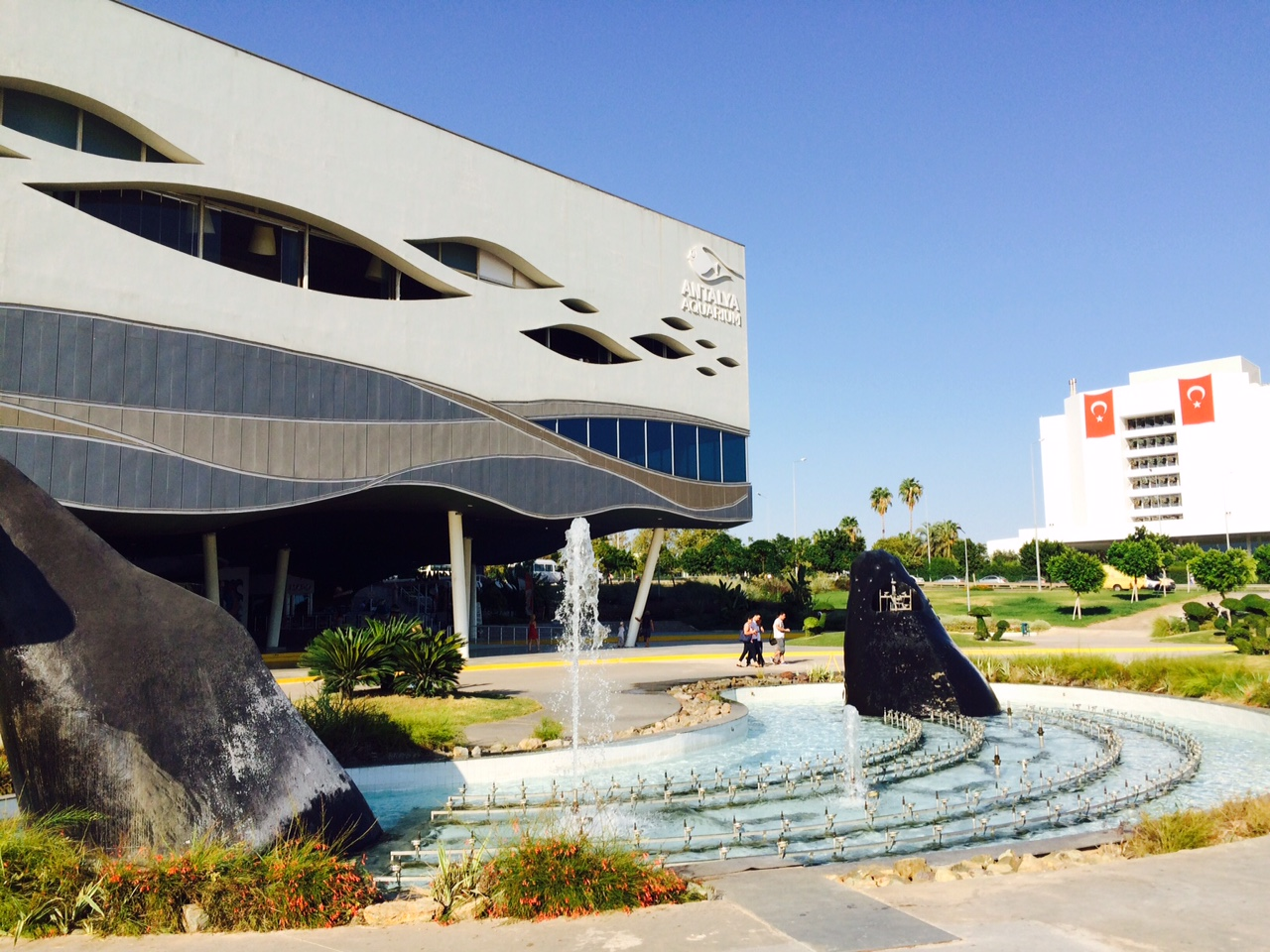
أكواريم أنطاليا

أنطاليا أكواريوم هو مركز ترفيهي يتكون من أكواريم عام ومناطق مغلقة من عالم الثلج أنشأته بلدية أنطاليا وفقا لنموذج التشييد والتشغيل ونقل الملكية في منطقة كونيالتي في مقاطعة أنطاليا بتركيا. صُنف المركز من بين المراتب الخمس الأولى بين الأماكن الأكثر زيارة في تركيا.

## الموصفات التقنية

### أحواض السمك
يوجد 64 خزانًا في أنطاليا أكواريوم بحجم يصل إلى 6800 متر مكعب.

### الحوض النفقي
الحوض النفقي في المركز يبلغ طوله 131 مترًا وعرضه 3 أمتار. تم تصميم الزخارف عليه من قبل النحات الإيطالي بينيديتي على الطراز الأفريقي ويحتوي على طائرة بالحجم الكامل وحطام سفينة وغواصة. النفق في حالته الحالية هو أكبر حوض مائي نفقي في العالم.

### عالم الثلج
في عالم الثلج، الذي يقع على مساحة إجمالية مغلقة تبلغ 1500 مترا مربعا، يتساقط ثلج حقيقي في الليل. في عالم الثلج، يتم الاحتفاظ بدرجة الحرارة عند -5 درجة مئوية ويدخل الزوار هذه المنطقة بملابس واقية خاصة تُعطى لهم عند المدخل.